# 下宿

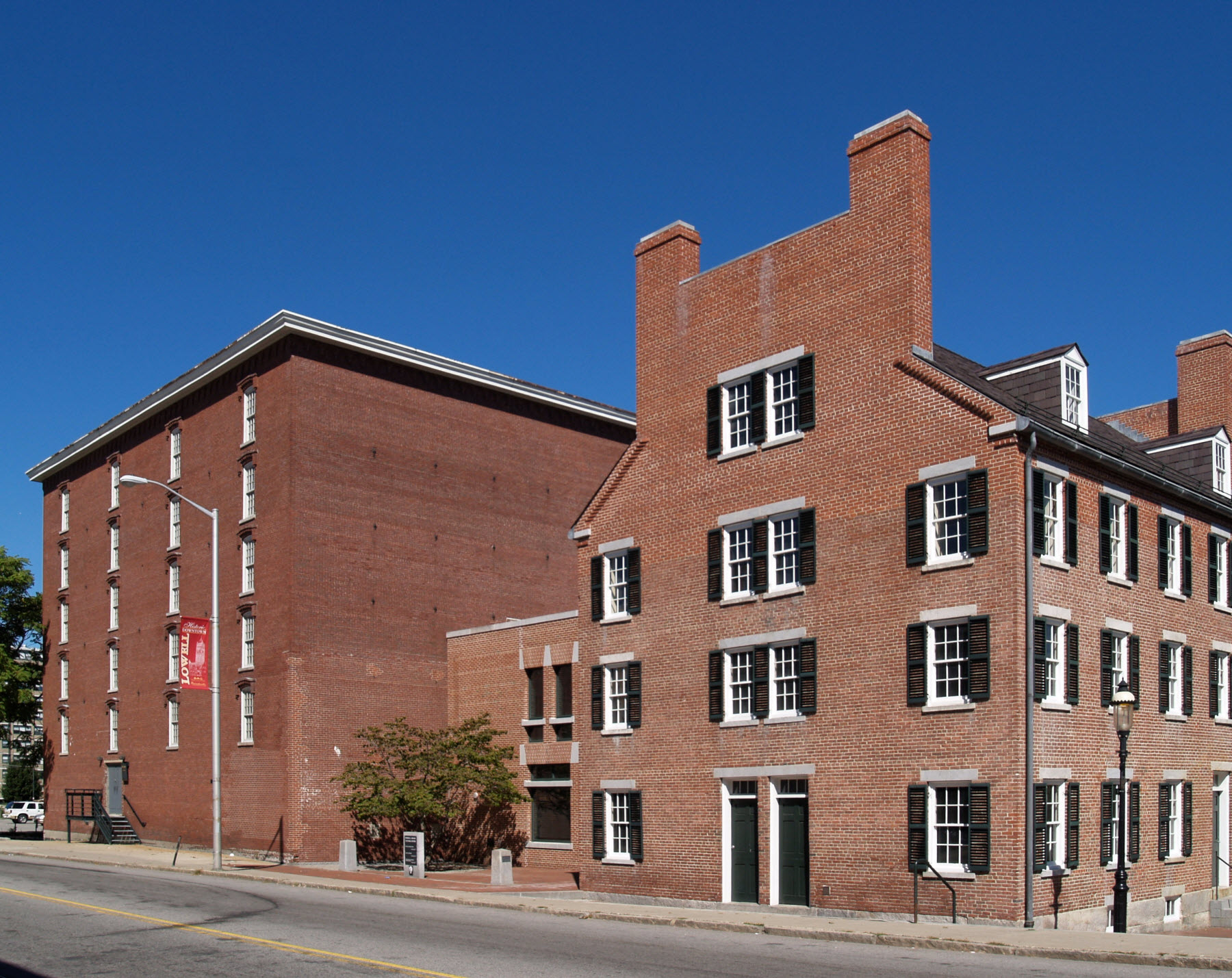
アメリカ・マサチューセッツ州ローウェルの繊維工場下宿

下宿（げしゅく）は、一般的には一定期間の契約で部屋を間借りさせること、また、そのための建物や部屋などの施設。

## 概要
部屋を提供する側は下宿屋とよばれる。自宅からの通学が困難な生徒・学生向けに、民家の一部を提供する形で経営されていることが多い。このため、高校や大学・短期大学・高等専門学校・専修学校などに隣接する一角に密集することが多い。また季節労働（出稼ぎ）で働く期間工などの宿舎として使われる施設もあり、工業地帯や商業地帯の近辺に設けられるケースも少なくない。最近では炊事が困難な社会人が単身赴任用宿舎として使うことも多い。
多くの場合、食事の提供を受け、料金は部屋代に朝食・夕食の食事代が加算される場合がほとんど。食事付きを「下宿」、単に部屋のみを貸し出すものを「アパート」「貸間」と呼んで対比する場合もあり、国税庁の通達でもその用法を採っている。
近年では、学生を中心にアルバイトや部活動がある都合から、下宿の定番と言われていた門限には戻れないことも多いため、下宿が敬遠される傾向にある。このため、学生専用だった下宿が社会人にも門戸を開いて門限をなくしたり、アパートやマンションに建て替えて事実上下宿としての営業をやめる経営者も出ている。

## 日本の法制度上の下宿

### 旅館業法における下宿

#### 下宿営業
下宿営業は旅館業法に規定する宿泊施設であり、具体的には「施設を設け、一月以上の期間を単位とする宿泊料を受けて、人を宿泊させる営業をいう」と定義されている（旅館業法第2条第5項）。
下宿営業を含め旅館業を経営しようとする者は、都道府県知事（保健所を設置する市又は特別区では市長又は区長）の許可を受けなければならない（旅館業法3条1項本文）。ただし、既にホテル営業、旅館営業、簡易宿所営業の許可を受けている者が、当該施設において下宿営業を経営しようとする場合は改めて許可を受ける必要はない（旅館業法3条1項ただし書き）。

#### 構造設備の基準
下宿営業の施設の構造設備の基準については、旅館業法施行令で次のように定められている（旅館業法施行令1条4項）。
1. 適当な換気、採光、照明、防湿及び排水の設備を有すること。
2. 当該施設に近接して公衆浴場がある等入浴に支障をきたさないと認められる場合を除き、宿泊者の需要を満たすことができる規模の入浴設備を有すること。
3. 宿泊者の需要を満たすことができる適当な規模の洗面設備を有すること。
4. 適当な数の便所を有すること。
5. その他都道府県が条例で定める構造設備の基準に適合すること。

### 建築法規における下宿
建築基準法2条では、住居系用途の建物を用途別に住宅、共同住宅、寄宿舎、下宿の4つに分類している。下宿用の建物は建築基準法上の特殊建築物にあたる。

## ボーディング・ハウス
英語では部屋を間借りする形態の宿舎をボーディング・ハウス（Boarding House）という。英語のBoarding Houseは下宿（下宿屋）と訳されたり寄宿舎と訳される（日本の法令上では建築基準法などで下宿と寄宿舎は異なる区分の建物とされている）。
ニューヨークでは19世紀に人口が増加し、ボーディング・ハウス（下宿屋）が多数存在しニューヨークの街の特徴となっていた。当時のボーディング・ハウスの多くは富裕層が手放した家などを利用したもので部屋を間借り人に提供していたが、1870年代のガイドブックにはその多くは快適なものでなく家主とのトラブルが絶えないと記述されている。

## パンション
フランス語の「pension」（パンション）も、本来は「年金を意味し引退した年金生活者が生計の一助に営む下宿業」を指す。日本ではしばしばペンションと一緒くたに扱われるが、主に東北地方を中心に「パンション」の名前が付く下宿が多く見られる。